# الیکس دوشه
الیکس دوشه (فرانسوی: Alix Duchet‎؛ زادهٔ ۳۰ دسامبر ۱۹۹۷) بازیکن بسکتبال اهل فرانسه است.
وی در مسابقات کشوری و بین‌المللی در مجموع برندهٔ ۱ مدال نقره، ۱ مدال برنز شده‌است.